# Cymru Premier
Cymru Premier, är en walesisk fotbollsliga bildad 1992. Den har en division och ligger överst i det walesiska ligasystemet. Innan 2002 var ligan känd under namnet League of Wales, men namnet ändrades på grund av ett sponsoravtal. Fram till säsongen 2019/2020 gick ligan under namnet Welsh Premier League. För närvarande är det fulla sponsrade namnet The JD Cymru Premier.

## En problemfylld start
Ligan bildades 1992 av Alun Evans, generalsekreterare i Football Association of Wales, då han trodde att Wales herrlandslag i fotboll var hotat av FIFA. Wales tillsammans med Skottland, England och Nordirland, har var sin permanenta plats i International Football Association Board (IFAB) och han trodde att många FIFA-medlemmar var förbittrade över detta och pressade på för att de fyra nationerna skulle slå sig samman till en som representerade hela Storbritannien.
Vid den tiden så var Wales nästan unikt i fotbollsvärlden då man inte hade en egen nationell fotbollsliga. De bästa lagen hade alltid spelat på andra sidan gränsen i engelska ligor. Aberdare Athletic, Cardiff City, Merthyr Town, Newport County, Swansea City och Wrexham har alla varit medlemmar i Football League. Det engelska laget Oswestry Town gjorde motsatsen och spelade i det walesiska ligasystemet fram till 2003 då de gick ihop med Total Network Solutions (som bytte namn till The New Saints 2006).
På grund av det dåliga transportnätet så har det alltid varit mycket enklare för walesiska fotbollsklubbar att resa i öst-västlig riktning istället för nord-sydlig så klubbarna riktade sina blickar österut åt England för att hitta tävlingar och många av de halv-professionella toppklubbarna i Wales spelade i det engelska ligasystemet; Bangor City var med och grundade Football Conference 1979 och nådde finalen i FA Trophy 1984 innan de flyttade till nya League of Wales 1992.
Bildandet av League of Wales innebar starten på en bitter dispyt mellan Football Association of Wales (FAW) och de icke liga-klubbar som ville fortsätta spela i det engelska ligasystemet. De 'Irate Eight', som de kom att kallas var Bangor City, Barry Town, Caernarfon Town, Colwyn Bay, Merthyr Tydfil, Newport County, Newtown och Rhyl.
Inför öppningssäsongen återvände Bangor City, Newtown och Rhyl för spel i Wales. Då Rhyls ansökan kom in för sent så placerades de på andra nivån i det walesiska ligasystemet. De återstående fem klubbarna tvingades på grund av sanktioner från FAW att spela sina hemmamatcher i England. Efter en säsong i exil hos Worcester City, blev fem fyra då Barry Town gick med i det walesiska ligasystemet.
Ett domstolsbeslut 1995, tillät de fyra återstående klubbarna att återvända till Wales och spela sina hemmamatcher där fastän de spelade i det engelska ligasystemet. Trots vinsten i domstol beslutade sig Caernarfon Town för att gå med i League of Wales, medan Colwyn Bay, Merthyr Tydfil och Newport County blev kvar i det engelska ligasystemet.

## Demografi
Ett av ligans problem är dess misslyckande att attrahera lag från större befolkningsområden, detta minskar chanserna att få höga publiksiffror vid matcherna. Å andra sidan, då de största befolkningsområdena, Cardiff, Swansea, Newport och Wrexham är hem för lag som spelar i det engelska ligasystemet, kan det diskuteras om en klubb från de områdena har tillräckligt med stöd för att bli konkurrenskraftig i Welsh Premier League. Som det är nu så består ligan av klubbar från mindre städer och till och med byar. Det har nyligen föreslagits att de engelska klubbarna kan ställa upp med reserv eller ett representationslag i ligan.

## Upp- och nedflyttning
Klubbar flyttas upp från två regionala matarligor; Cymru Alliance i norr och Welsh Football League i söder. Klubbar som vinner (eller kommer tvåa om vinnaren inte beslutar sig för att ansöka om uppflyttning) matarligorna flyttas upp om de ansöker om medlemskap och de uppfyller de stadium- och infrastruktur-kriterier som ligan har.

## Framtida ändringar
De 18 klubbarna i Welsh Premier League möttes den 13 april 2008 och röstade för att stödja ett förslag från Welsh Premier Leagues sekreterare John Deakin gällande en omstrukturering av ligan. Man skulle då göra om den från en till två divisioner med tio lag i varje division från säsongen 2010-2011. 
Ett annat förslag som accepterades var det att Football Association of Wales skulle ta över Welsh Premier League och dess företag Football League of Wales Limited skulle upplösas.
De här förslagen skickades till Football Association of Wales så att de kan ta ställning till dem.

## Europeiska tävlingar
Mästaren från Premier League kvalificerar sig för spel i Uefa Champions League. Laget som kommer på andra plats får en plats i Uefa Europa League. Vinnaren av Welsh Cup får också en plats i Europa League. Om vinnaren av Welsh Cup redan har kvalificerat sig för spel i Europa via sin ligaplacering (t.ex. vinner ligan och cupen) så får laget på tredje plats ta över dess Europa League-plats går vidare till laget på fjärde plats.

## Media
Det råder inga tvivel om att ligan har ökat mediabevakningen för dess medlemsklubbar. Även om det ibland klagas över den, ligan bevakas dock av walesiska rikstäckande tidningar (främst Western Mail och Daily Post) och lokala tidningar. Ligan har även ett veckomagasin, Sgorio Cymru som sänds av S4C i Wales och i resten av Storbritannien, och enstaka ligamatcher har direktsänts av BBC Wales och S4C. Walesiska klubbars europeiska cupmatcher direktsänds ibland, och igen, oftast av BBC eller S4C (även om New Saints Champions League-match mot Liverpool direktsändes på ITV2).

## Klubbar 2020/2021
| Lag                             | Stad          | Stadium               | Kapacitet |
| ------------------------------- | ------------- | --------------------- | --------- |
| Aberystwyth Town                | Aberystwyth   | Park Avenue           | 5,000     |
| Bala Town                       | Bala          | Maes Tegid            | 3,000     |
| Barry Town United               | Barry         | Jenner Park           | 3,500     |
| Caernarfon Town                 | Caernarfon    | The Oval              | 3,000     |
| Cardiff Metropolitan University | Cardiff       | Cyncoed Campus        | 1,620     |
| Cefn Druids                     | Wrexham       | The Rock              | 3,000     |
| Connah's Quay Nomads            | Connah's Quay | Deeside Stadium       | 1,500     |
| Flint Town United FC            | Flint         | Ground Cae-y-Castell  | 1,000     |
| Haverfordwest County AFC        | Haverfordwest | Bridge Meadow Stadium | 2,400     |
| Newtown                         | Newtown       | Latham Park           | 5,000     |
| Pen-y-Bont                      | Bridgend      | The KYMCO Stadium     | 3,000     |
| The New Saints                  | Oswestry      | Park Hall             | 2,000     |

## Mästare
| År        | Mästare (antal titlar)      | Tvåa                    | Trea                 | Noter                                                   |
| --------- | --------------------------- | ----------------------- | -------------------- | ------------------------------------------------------- |
| 1992-1993 | Cwmbran Town (1)            | Inter Cardiff           | Aberystwyth Town     |                                                         |
| 1993-1994 | Bangor City (1)             | Inter Cardiff           | Ton Pentre           |                                                         |
| 1994-1995 | Bangor City (2)             | Afan Lido               | Ton Pentre           |                                                         |
| 1995-1996 | Barry Town (1)              | Newtown                 | Conwy United         |                                                         |
| 1996-1997 | Barry Town (2)              | Inter Cardiff           | Ebbw Vale            | Barry Town vann även Welsh Cup och League Cup           |
| 1997-1998 | Barry Town (3)              | Newtown                 | Ebbw Vale            | Barry Town vann även League Cup                         |
| 1998-1999 | Barry Town (4)              | Inter Cardiff           | Cwmbran Town         | Barry Town vann även FAW Premier Cup och League Cup     |
| 1999-2000 | Total Network Solutions (1) | Barry Town              | Cwmbran Town         |                                                         |
| 2000-2001 | Barry Town (5)              | Cwmbran Town            | Carmarthen Town      | Barry Town vann även Welsh Cup                          |
| 2001-2002 | Barry Town (6)              | Total Network Solutions | Bangor City          | Barry Town vann även Welsh Cup                          |
| 2002-2003 | Barry Town (7)              | Total Network Solutions | Bangor City          | Barry Town vann även Welsh Cup                          |
| 2003-2004 | Rhyl (1)                    | Total Network Solutions | Haverfordwest County | Rhyl vann även Welsh Cup och League Cup                 |
| 2004-2005 | Total Network Solutions (2) | Rhyl                    | Bangor City          | Total Network Solutions vann även Welsh Cup             |
| 2005-2006 | Total Network Solutions (3) | Llanelli                | Rhyl                 | Total Network Solutions vann även League Cup            |
| 2006-2007 | The New Saints (4)          | Rhyl                    | Llanelli             | The New Saints vann även FAW Premier Cup                |
| 2007-2008 | Llanelli (1)                | The New Saints          | Rhyl                 | Llanelli vann även League Cup                           |
| 2008–2009 | Rhyl (2)                    | Llanelli                | The New Saints       |                                                         |
| 2009–2010 | The New Saints (5)          | Llanelli                | Port Talbot Town     |                                                         |
| 2010–11   | Bangor City (3)             | The New Saints          | Neath                |                                                         |
| 2011–12   | The New Saints (6)          | Bangor City             | Neath                | The New Saints vann även Welsh Cup                      |
| 2012–13   | The New Saints (7)          | Airbus UK Broughton     | Bangor City          |                                                         |
| 2013–14   | The New Saints (8)          | Airbus UK Broughton     | Carmarthen Town      |                                                         |
| 2014–15   | The New Saints (9)          | Bala Town               | Airbus UK Broughton  | The New Saints vann även Welsh Cup och Welsh League Cup |
| 2015–16   | The New Saints (10)         | Bala Town               | Llandudno            | The New Saints vann även Welsh Cup                      |
| 2016–17   | The New Saints (11)         | Connah’s Quay Nomads    | Bala Town            |                                                         |
| 2017–18   | The New Saints (12)         | Connah’s Quay Nomads    | Bangor City          |                                                         |
| 2018–19   | The New Saints (13)         | Connah’s Quay Nomads    | Barry Town United    | The New Saints vann även Welsh Cup                      |

## Sponsorer
Nedan är en lista på ligans sponsorer och vad de valde att kalla ligan under sponsorsperioden:
- 1992: Konica Peter Llewellyn Limited of Swansea (Konica League of Wales)
- 1993 - 2001: Ingen sponsor
- 2002 - 2004: JT Hughes Mitsubishi (JT Hughes Mitsubishi Welsh Premiership)
- 2004 - 2006: Vauxhall Masterfit Retailers (Vauxhall Masterfit Retailers Welsh Premier League)
- 2006 - 2011: Principality Building Society (Principality Building Society Welsh Premier Football League)
- 2011 - 2015: CorbettSports.com (Corbett Sports Welsh Premier League)
- 2015 - 2017: Dafabet (The Dafabet Welsh Premier League)
- 2017 - 2019: JD Sports (The JD Welsh Premier League)
- 2019 - Idag: JD Sports (The JD Cymru Premier)

### Fotnoter
1. ↑  ”Clubs vote to Re-structure the League”. Welsh Premier League. 13 april 2008. Arkiverad från originalet den 18 juli 2011. https://web.archive.org/web/20110718025149/http://www.welshpremiership.com/news/WelshPrem33645.ink. Läst 13 april 2008.